# Geleen

Geleen é uma cidade dos Países Baixos, na província de Limburgo, com cerca 32 790 habitantes (2006). Situada a nordeste da cidade de Maastricht, tem minas de carvão, tem minas de carvão nos arredores, junto às quais há fábricas de coque. Possui fábricas de tecidos de lã e um instituto de investigação mineira.